# Purifikation

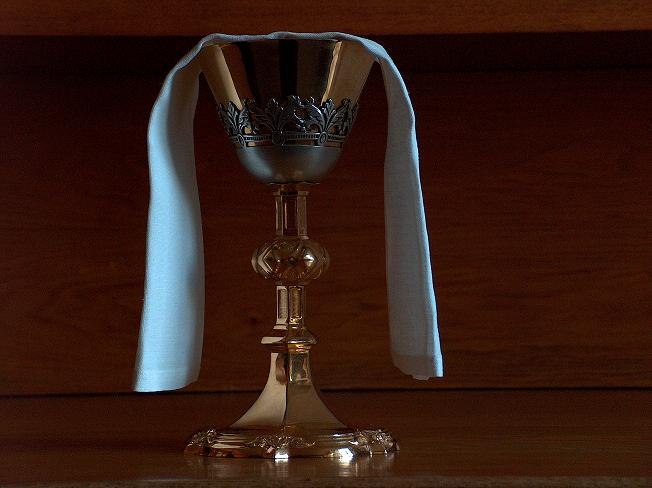
Kelch mit Purifikatorium

Als Purifikation (lateinisch purificatio ‚Reinigung, Läuterung‘ von purificare ‚saubermachen, reinigen‘) wird allgemeine eine rituelle Reinigungshandlung in spirituellem Kontext bezeichnet, spezifisch im Christentum das Reinigen der liturgischen Gefäße durch den Diakon oder Priester nach der Kommunion. Dabei assistiert ein Ministrant oder ein Akolyth.
Die Gefäße werden entweder noch am Altar purifiziert oder zu diesem Zweck zur Kredenz gebracht. Dort werden auf der Patene und den Hostienschalen verbliebene Partikel der Hostien in den Kelch gegeben und dort in etwas Messwein aufgelöst. Dies wird sumiert (lat. sumere = zu sich nehmen), das heißt getrunken; der Vorgang selbst wird Konsumtion oder Konsumption (lat. consumptio = völliger Verzehr) genannt. Anschließend werden etwa an den Fingern des Zelebranten verbliebene Partikel vom Ministranten mit etwas Wasser über dem Kelch abgespült (Ablution, von lat. abluere „abwaschen“), und auch dieses Wasser wird getrunken.
Der Kelch wird schließlich mit dem Kelchtuch (Purifikatorium) getrocknet und dann wieder mit Kelchtuch, Patene, Palla und Kelchvelum bedeckt.
Die Purifikation geschieht mit großer Sorgfalt und beruht auf der Lehre von der Realpräsenz, nach der Jesus Christus in den eucharistischen Gestalten von Brot und Wein wirklich, wahrhaft und wesentlich gegenwärtig ist, solange diese Materie in ihrer Gestalt existiert. Hieraus wird die liturgische Vorschrift abgeleitet, auch mit kleinen Stücken der konsekrierten Hostien und dem verbliebenen Wein ehrfurchtsvoll und sorgfältig umzugehen und sie keinesfalls wegzuwerfen.